# 長武県
長武県（ちょうぶ-けん）は中華人民共和国陝西省咸陽市に位置する県。

## 行政区画
- 街道:昭仁街道
- 鎮:相公鎮、巨家鎮、丁家鎮、洪家鎮、亭口鎮、彭公鎮、棗園鎮